# Bad Windsheim

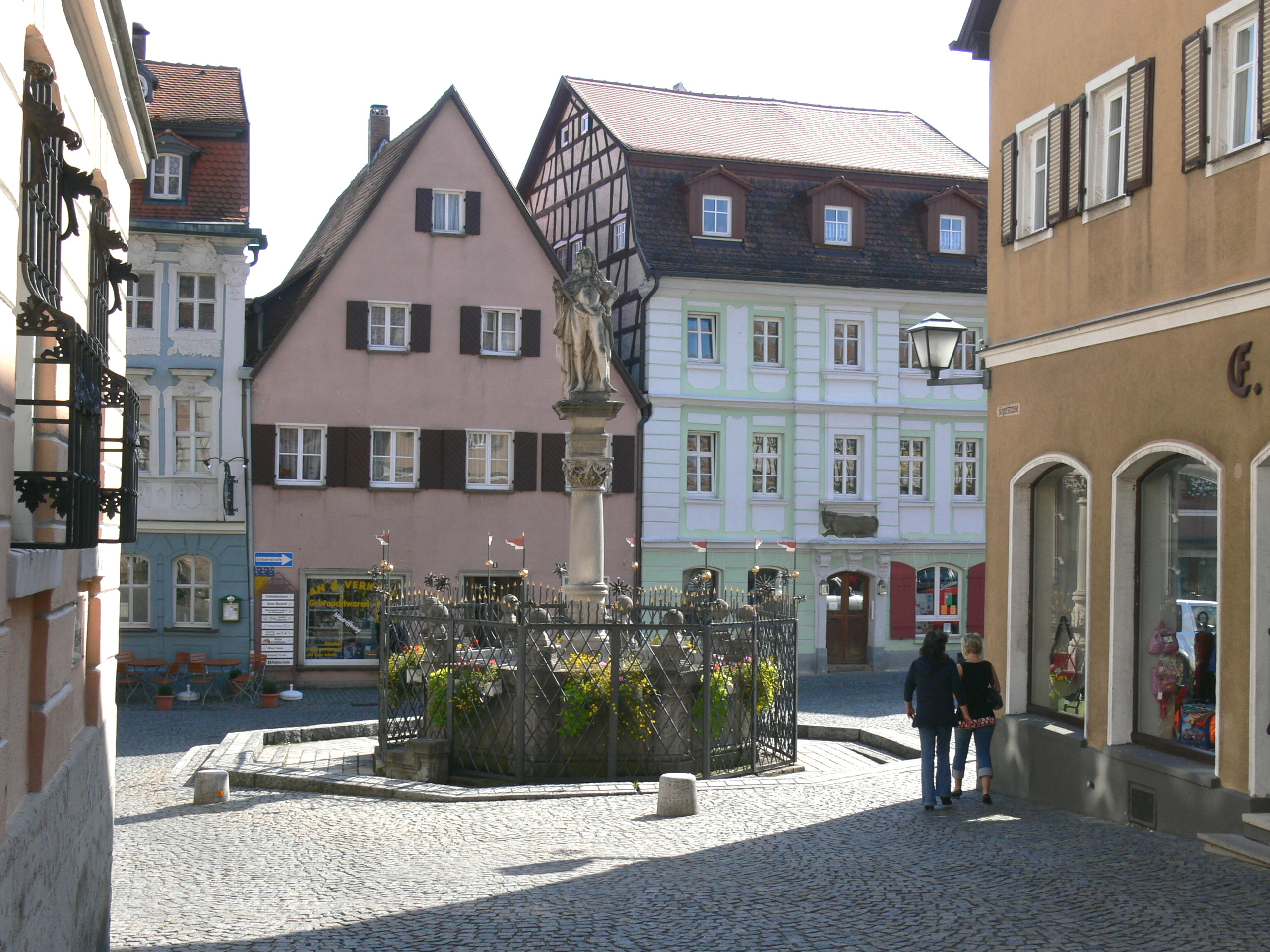
Bad Windsheim

Bad Windsheim este un oraș din Franconia Mijlocie, landul Bavaria, Germania.